# Східнокарпатська операція

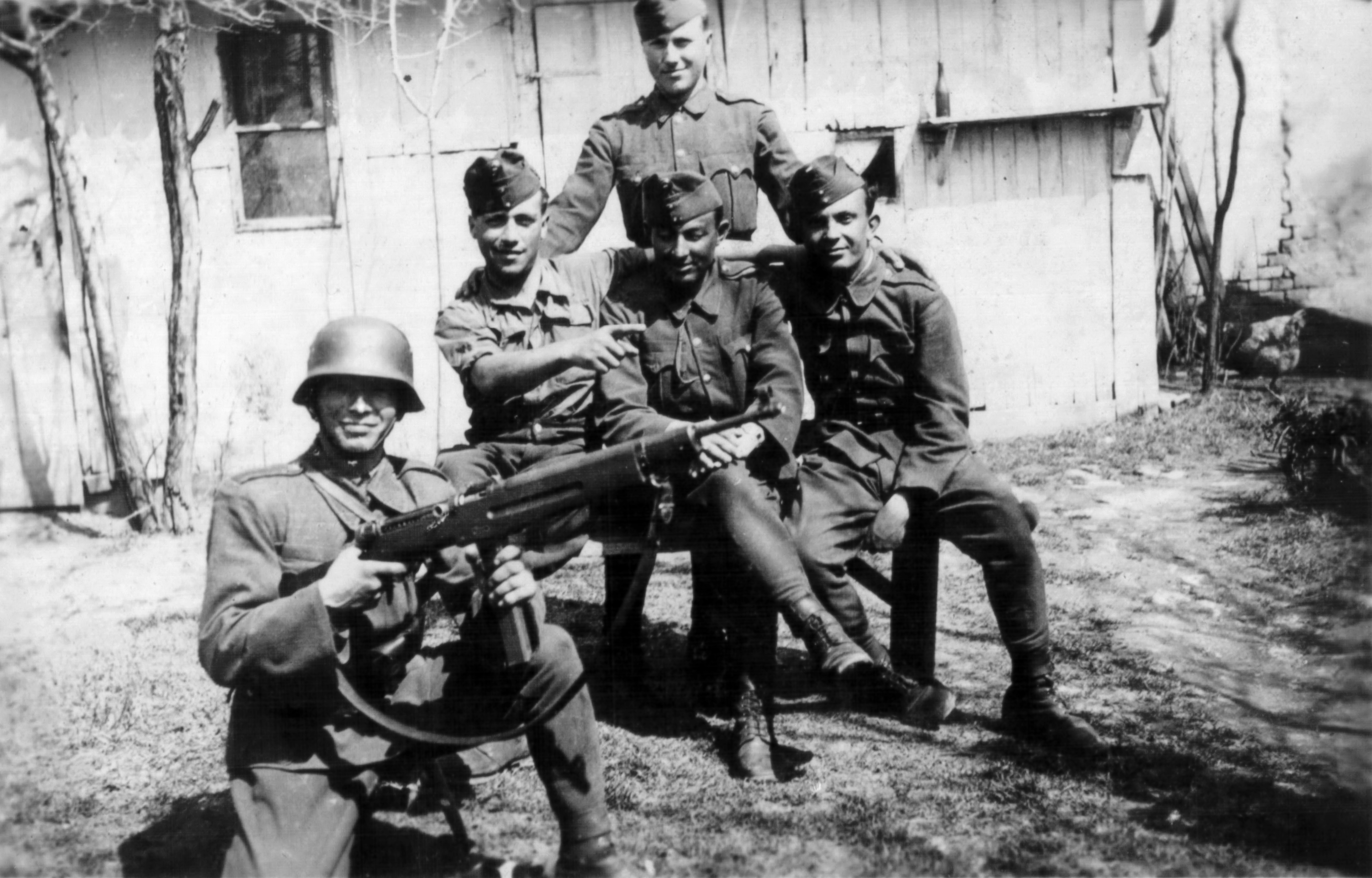
Угорські солдати в Карпатах. (с. Волосянка, 1944 рік)

Східнокарпатська операція (8 вересня 1944 — 28 жовтня 1944) — стратегічна наступальна операція військ 1-го Українського (маршал І. С. Конєв) і 4-го Українського (генерал армії І. Ю. Петров) фронтів у Східних Карпатах.
Загальна чисельність військ Червоної армії становила 246 тис. чоловік. З боку німців протистояли армійська група генерала Г. Гейнріці в складі німецької 1-ї танкової армії та 13-ї піхотної дивізії 1-ї угорської армії, всього близько 300 тис. чоловік.
Бойові дії в Східних Карпатах складались з двох операцій. Перша — Карпатсько-Дуклінська — проводилася, щоб допомогти Словацькому повстанню, яке розпочалось 29 серпня. Друга — Карпатсько-Ужгородська — для прориву на Угорську рівнину і оточення німецьких військ у Трансільванії.
Словацьке національне повстання було в основному придушене тим часом, коли радянські підрозділи опанували словацькі території; однією з головних причин цього було те, що німецький опір на перевалі Дукля був набагато важчим, ніж очікувалося. Іншим фактором було те, що словацькі повстанські сили не змогли опанувати інший бік перевалу, як планували словацькі та радянські командири під час ранньої підготовки.
У результаті проведення Східнокарпатської операції радянські війська, прорвавши укріплення Лінії Арпада, перейшли Карпати, зайняли територію Закарпатської України і створили умови для подальшого просування в Чехословаччину.